# بندورف
بندورف (به آلمانی: Beendorf) یک شهر در آلمان است که در Börde واقع شده‌است. بندورف ۹۶۸ نفر جمعیت دارد.